# سانتياغو أوركويغا
سانتياغو أوركويغا (بالإسبانية: Santiago Urquiaga) ، من مواليد 14 ابريل 1958 ، لاعب كرة قدم إسباني سابق.
لعب مع منتخب إسبانيا لكرة القدم.

## روابط خارجية
- سانتياغو أوركويغا على موقع الاتحاد الدولي (مؤرشف)  (الإنجليزية)
- سانتياغو أوركويغا على موقع قاعدة بيانات كرة القدم.إي يو (الإنجليزية)
- سانتياغو أوركويغا على موقع ناشيونال فوتبول تيمز (الإنجليزية)
- سانتياغو أوركويغا على موقع أوليمبيديا (الإنجليزية)